# Extensão Juquiá-Cajati
A extensão Juquiá-Cajati foi construída pela FEPASA entre os anos de 1981 e 1987, sendo inaugurada no dia 18 de Maio de 1987. Aproveitando o antigo ramal Santos-Juquiá da Estrada de Ferro Sorocabana, a extensão foi planejada para atender à indústria cimenteira de Cajati, sendo assim, nunca recebeu trens de passageiros. 
Com trajeto aproximado de 70 Km e bitola métrica, a linha recebeu quatro estações: Juquiá (reconstruída), Registro, Jacupiranga e Cajati, sendo que a estação desta última cidade se situava já dentro da fábrica de cimento. Em seus trilhos, circulavam somente trens de cimento e enxofre, tendo como destino o Porto de Santos.
A extensão, assim como toda a linha até Santos, está desativada desde 2002 e com seus trechos totalmente cobertos pelo mato.